# 双叟咖啡馆

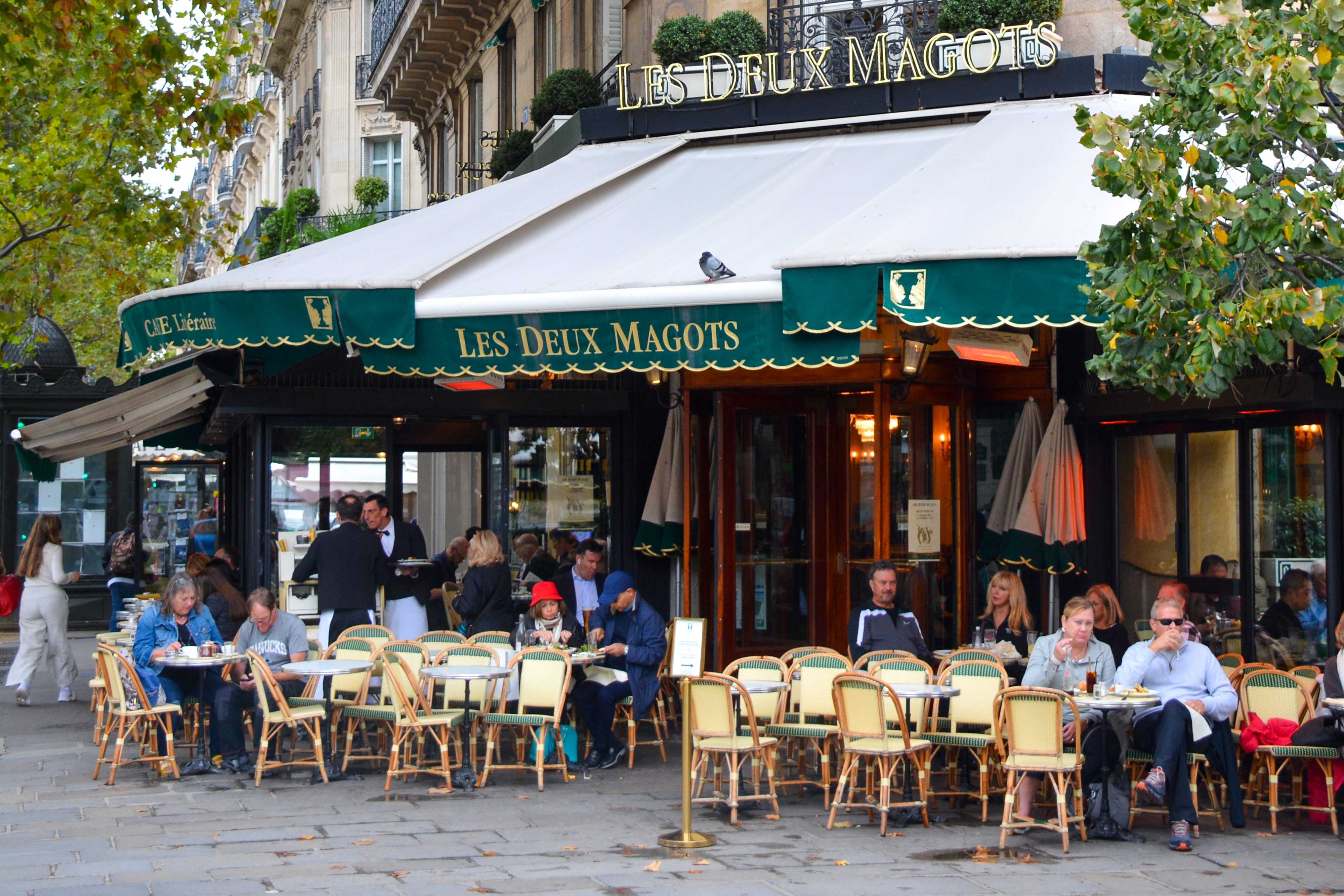
双叟咖啡馆

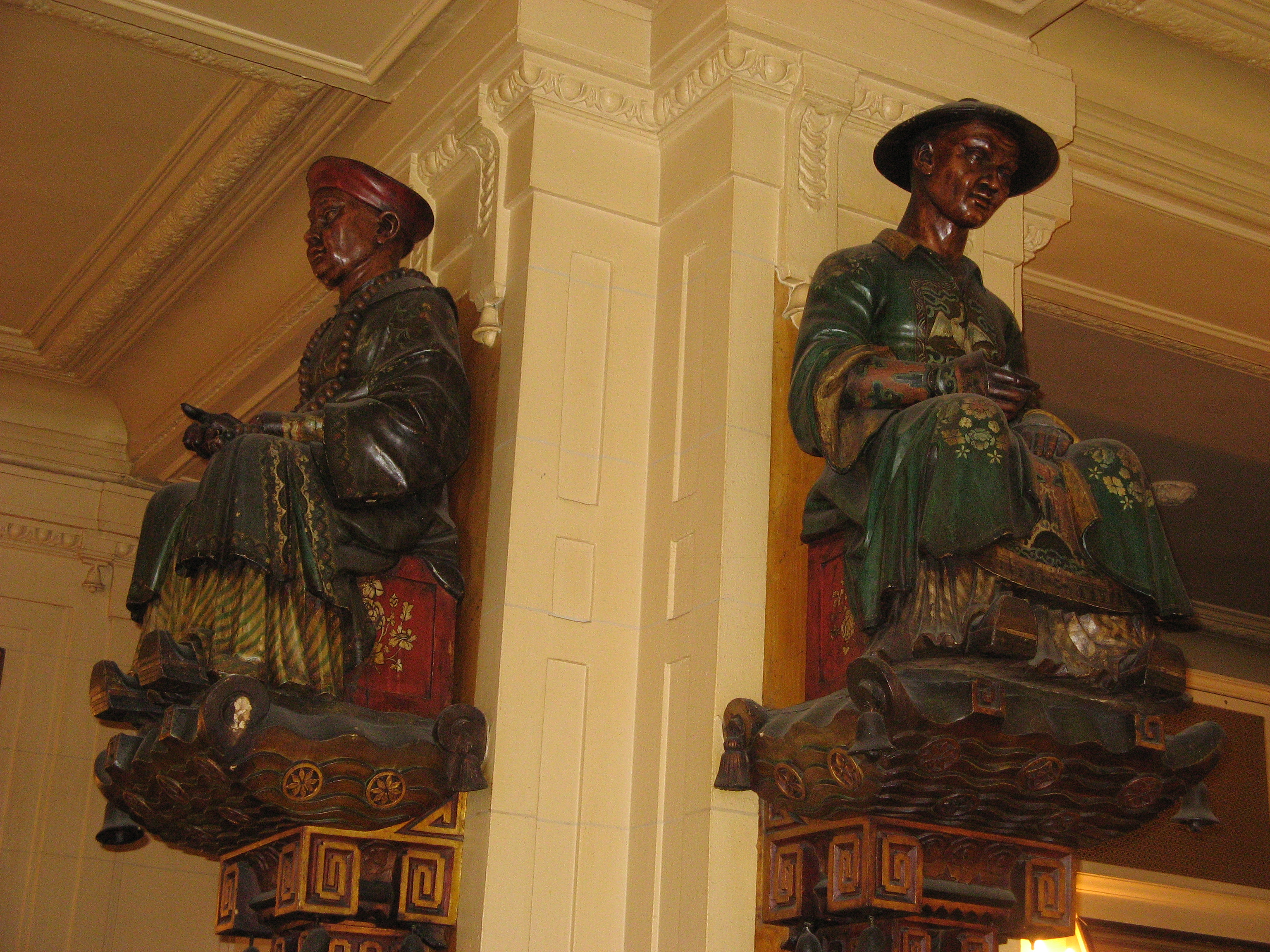
双叟咖啡馆室内

双叟咖啡馆（法語：Les Deux Magots），又译双偶咖啡馆，法国巴黎的一个著名咖啡馆，位于左岸的圣日耳曼德佩区。它曾经拥有巴黎文学和知识精英聚集地的声誉。这声誉来自于来此光顾的超现实主义艺术家，西蒙·波娃和萨特等知识分子，和欧内斯特·海明威等年轻作家。加缪和毕加索也是这里的常客。
咖啡厅的名字来自于柱子上的两个中国买办的木制雕像。

## 流行文化的双叟咖啡馆
双叟咖啡馆曾多次出現在著名電影：1973年电影《母亲和妓女》，1959年《獅子座》（Le Signe du lion，由埃里克·侯麦导演），2014年電影《自戀男女》(Pas Son Genre)，《逆轉人生》(Intouchables, 2011)等，自1933年以来，每年会向法国小说颁发双偶文学奖都在此地舉辦。